# Északkeleti körzet

Az Északkeleti körzet elhelyezkedése

Az Északkeleti körzet (macedónul Североисточен регион) közigazgatási egység Észak-Macedónia északkeleti részén. Központja és legnagyobb városa Kumanovo.

## Községek
- Kratovo
- Kriva Palanka
- Kumanovo
- Lipkovo
- Rankovce
- Sztaro Nagoricsane

## Népesség
Az Északkeleti körzet népessége 1994-ben 163 841 fő, 2002-ben 172 787 fő, ami emelkedést mutat.
A 2002-es összeírás szerint a 172 787 fős összlakosságból 102 108 macedón (59,1%), 53 650 albán (31%), 10 461 szerb (6,1%), 5 132 cigány, 1 436 egyéb.
A macedónok öt községben vannak többségben, arányszáma a következőképpen alakul községenként:
- Kratovo: 97,99%
- Kriva Palanka: 96,06%
- Kumanovo: 60,43%
- Lipkovo: 0,6%
- Rankovce: 97,92%
- Sztaro Nagoricsane: 80,71%

A Északkeleti körzet etnikai térképe

Az albánok arányszáma Lipkovo községben 97,4%, Kumanovóban pedig 25,9%.
A szerbek főleg Kumanovo község lakói, ahol arányszámuk 8,6%-os, Sztaro Nagoricsane községben pedig 19,1%-os.